# JP-10
JP-10 (engl.: Jet Propellant-10, so viel wie Düsentreibstoff 10) ist die Bezeichnung für einen normierten synthetischen Treibstoff für ein Strahltriebwerk. Er ist in der Spezifikation MIL-DTL-87107D beschrieben und wird u. a. in Flugkörpern wie der AGM-84 Harpoon eingesetzt.
JP-10 besteht hauptsächlich aus exo-Tetrahydrodicyclopentadien und Adamantan und hat einen Flammpunkt von 54,4 °C und einen niedrigen Gefrierpunkt (−79 °C).